# إعادة البناء (عمارة)
إعادة البناء هي نهج علاجي وفلسفة خاصّة في مجال الحفاظ المعماري للمباني. يختلف معناها حسب السياق الذي تُستخدم فيه.
لقد قامت وزارة الداخليّة في الولايات المُتحدة الأمريكيّة بتعريف مقاربة علاجيّة لإعادة البناء المعماري على أنها «تحدِّد فرصًا محدودة لإعادة إنشاء موقع غير حي أو مساحات خارجيّة أو بناء بمواد جديدة بشكل كامل». بذلك، تُعتبر إعادة البناء إحدى أربع مقاربات علاجيّة إضافةً للحفاظ وإعادة التأهيل والترميم. وعلى نطاق أوسع، تعني إعادة البناء وفقًا لميثاق بورا الأسترالي للمجلس الدولي للمعالم والمواقع أنها «إعادة المبنى المتضرر إلى حالة سابقة معروفة عن طريق إدخال مواد جديدة».
يوجد خلط كبير بين إعادة البناء وكل من إعادة الاستخدام المتكيف، الواجهاتيّة، والتجديد، سواءً من حيث التكلفة أو القيمة المُضافة أو التأثير على البيئة.

## أمثلة
توجد أمثلة كثيرة حول العالم على مبانٍ تاريخيّة تم تدميرها وأُعيد بناؤها لاحقًا وفقًا للتصميم والموقع الأصلييّن للمبنى، معظمها في أوروبا وأمريكا الشماليّة. في ألمانيا مثلاً، دُمِّرت مبانٍ كثيرة خلال الحرب العالميّة الثانية كما في درسدن نتيجةً لقصف قوّات التحالف وأُعيد بناؤها مجددًا مثل كاتدرائية درسدن. كما يوجد في روسيا أيضًا عدّة أمثلة ككاتدرائية المسيح المخلص في موسكو، وكذلك الأمر في بولندا وفرنسا والمملكة المتحدة والولايات المتحدة وكندا، وغيرها. أما في الشرق الأوسط، فيُعَد كل من مبنى كنيس الخراب في القدس، فلسطين والمدينة الأثريّة في بابل، العراق من الأمثلة على إعادة البناء.

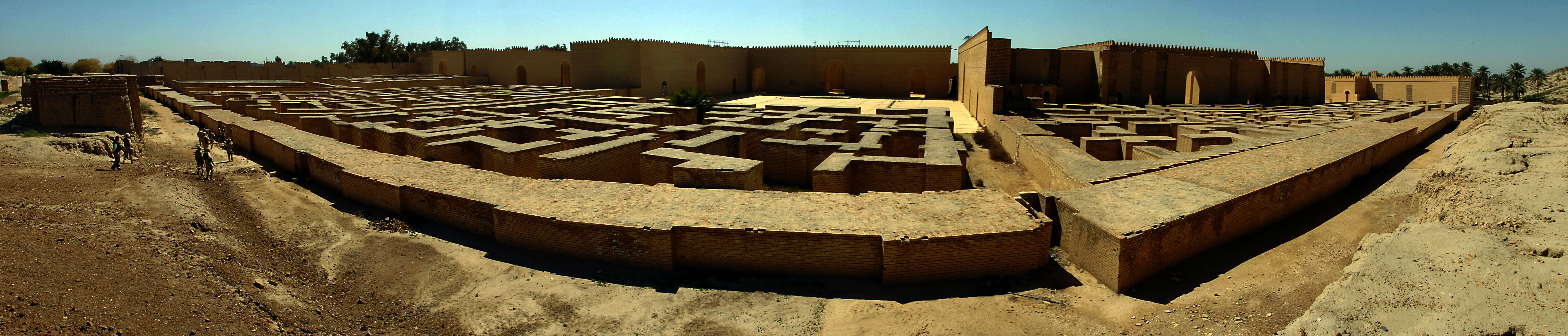
مدينة بابل الأثريّة في العراق، تم إعادة بنائها في ثمانينات القرن العشرين.

## وصلات خارجية
- مفهوم إعادة الاستخدام للمباني الأثرية